# Operação Moolah

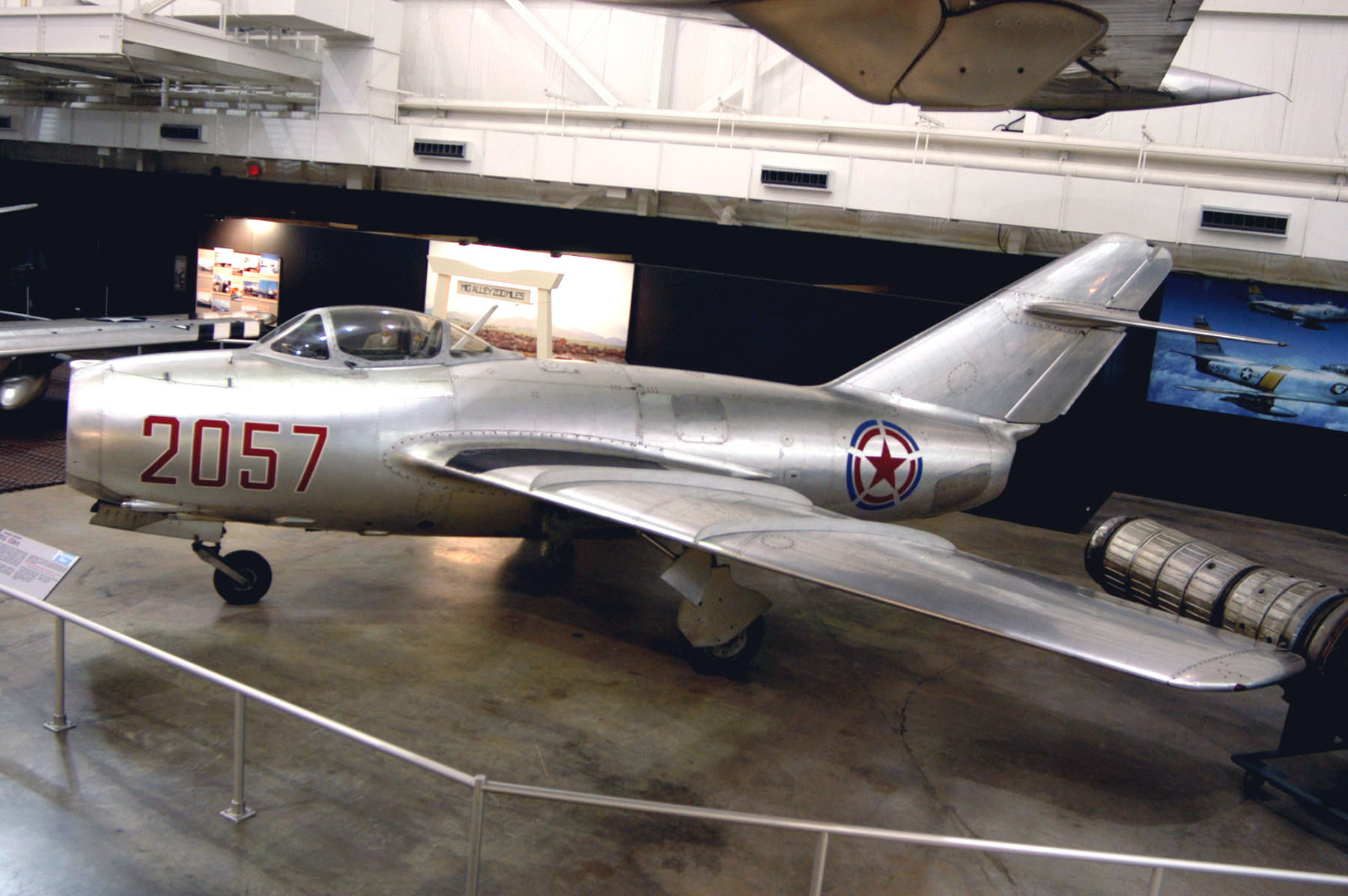
MiG-15 na Galeria da Guerra da Coreia no Museu Nacional da Força Aérea dos Estados Unidos.

Operação Moolah foi um empenho da Força Aérea dos Estados Unidos (USAF) durante a Guerra da Coreia para capturar, através de deserção, um caça soviético MiG-15 em boas condições. As forças comunistas introduziram o MiG-15 aos norte-coreanos em 1º de novembro de 1950. Pilotos da USAF inicialmente relatavam que a performance do MiG-15 era superior a todas as aeronaves das Nações Unidas (ONU), incluindo o F-86 Sabre, que na época era o mais novo planador dos americanos. A operação visava influenciar pilotos soviéticos a pousar um MiG-15 na Coreia do Sul, por uma recompensa em dinheiro. O sucesso da operação é discutível, dado que nenhum piloto desertou antes da sanção do armistício de 27 de julho de 1953. Contudo, em 21 de setembro do mesmo ano, o tenente norte-coreano No Kum-Sok aterrissou seu MiG-15 na Base Aérea de Gimpo, Coreia do Sul, sem ter conhecimento da operação.